# 苦陘縣
苦陘縣，汉县名，治今定州市邢邑镇。王莽改北陉；东汉复原名，后章帝改汉昌；曹魏改魏昌；隋改隋昌；唐改唐昌，后天宝年间改陉邑。宋省入无极。